# Alexandrina de Balazar
Alexandrina de Balazar (Gresufes, 30 de marzo de 1904 – Calvário, 13 de octubre de 1955), nacida Alexandrina Maria da Costa, fue una mística católica portuguesa con reputación de santidad, miembro de la Asociación de Salesianos Cooperadores, reconocida por haber influenciado para que el papa Pío XII hiciera la consagración de todo el mundo al Inmaculado Corazón de María. Fue beatificada por el papa Juan Pablo II el 25 de abril de 2004.

## Biografía

### Sus primeros años

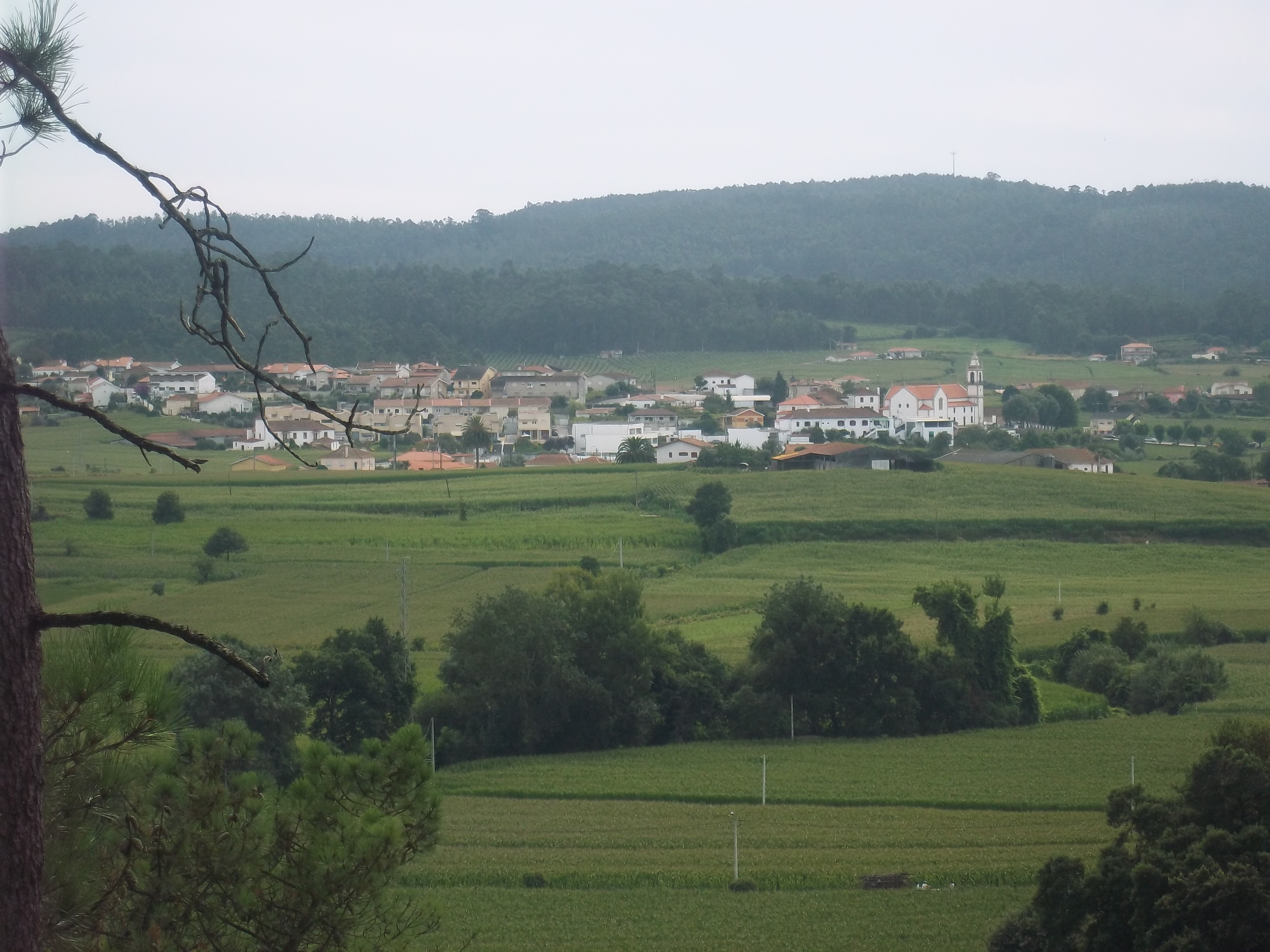
Panorámica de la vila de Balazar, en Portugal, donde vivió y murió la Beata Alexandrina María da Costa.

Alexandrina María da Costa nació en el lugar de Gresufes, fregresía de Balazar, el 30 de marzo de 1904 y fue bautizada el 2 de abril del mismo año. Fue educada cristianamente por su madre, conjuntamente con su hermana Deolinda. Alexandrina permaneció con la familia hasta los siete años, que fue mandada a Póvoa de Varzim en pensión con la familia de un carpintero, para poder ir a la escuela. Allí hizo la Primera Comunión en 1911, y al año siguiente el sacramento de la Confirmación de manos del obispo de Oporto.
Después de dieciocho meses vuelve a Balazar y fue a vivir con su madre y su hermana al lugar de Calvario, donde residió hasta su muerte. Comenzó a trabajar en el campo, pues gozaba de una constitución robusta, y como costurera. Era feliz y comunicativa, lo que le hizo ganarse el cariño de sus compañeras. A los doce años cayó enferma de una grave infección, tal vez fiebre intestinal tifoidea; superó este episodio pero su cuerpo quedó marcado por la enfermedad.
El Sábado Santo de 1918, tenía Alexandrina 14 años, sucedió un hecho decisivo para su vida. Ella, su hermana y una amiga estaban ocupadas en sus tareas de costura, cuando tres hombres forzaron la puerta y entraron en su habitación. Alexandrina saltó por la ventana para proteger su pureza amenazada. La ventana tenía una altura de cuatro metros, por lo que apenas sobrevivió y su columna vertebral se fracturó. Hasta los 19 años, aún pudo arrastrarse hasta la iglesia, donde permanecía encorvada en oración pidiendo su curación, para asombro de los feligreses. La lesión le provocó una parálisis progresiva que finalmente la postró permanentemente en la cama desde el 14 de abril de 1925. El párroco le prestó una figura del Inmaculado Corazón de María y ella pidió que se fijara un pequeño altar en la pared junto a su cama, donde fue colocada junto a otra de la Virgen de Fátima, decorado con flores y velas.

### Tras el salto

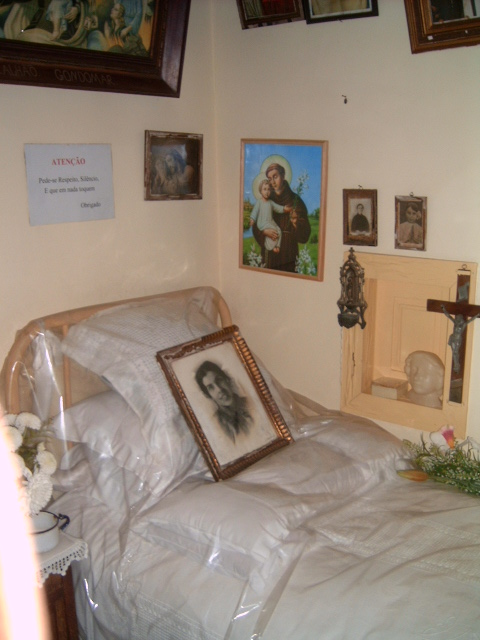
El cuarto de la Beata Alexandrina, en su propia casa, en Balazar.

Hasta 1928, Alexandrina no dejó de rezar para obtener la gracia de la curación, prometiendo que se haría misionera si se curaba. Fue entonces cuando comienzan los fenómenos místicos. Crecía en ella cada vez más el amor al sufrimiento, a medida que la vocación de víctima se hacía sentir de forma más clara. En estos momentos, tuvo muchas apariciones y recibió revelaciones de Jesucristo y de la Virgen María.
En 1936, pide al papa Pío XI la consagración al mundo del Inmaculado Corazón de María, acto realizado por el papa Pío XII el 30 de octubre de 1942.
Desde el viernes 3 de octubre de 1938 hasta el 24 de marzo de 1942, (en 182 ocasiones) vivió todos los viernes los sufrimientos de la Pasión de Cristo. Alexandrina superaba su estado habitual de parálisis, bajaba de su lecho y con movimientos y gestos acompañados de dolores angustiosos, reproducía los diversos momentos del Vía Crucis durante tres horas y media.
Desde el 27 de marzo de 1942 hasta su muerte, su único alimento fue la comunión diaria. Este hecho fue acreditado por la Santa Sede por el testimonio de los médicos del hospital Foz do Douro de Oporto que controlaron atentamente este hecho durante cuarenta días en 1943.
En 1944, su director espiritual Don Umberto Pasquale, animó a Alexandrina para que se inscribiera en la Asociación de Salesianos Cooperadores.
El 12 de octubre de 1955 recibió la unción de enfermos y falleció a las siete y media de la tarde del día 13.

### Tras su muerte
Alexandrina María da Costa dejó extensos escritos, en los que confiesa que Jesús le habla. Estos escritos fueron estudiados y traducidos principalmente en Italia por el Padre Umberto Pasquale y por el matrimonio Signorile (Chiaffredo y Eugenia Signorile).
En el epitafio de su tumba puede leerse:

«Pecadores, si las cenizas de mi cuerpo pueden ser útiles para salvaros, acercaos, pasad por encima de ellas, pisoteadlas hasta que desaparezcan. ¡Pero no pequeis más; no ofendais más a nuestro Jesús!»

El 25 de abril de 2004, fue declarada beata por el papa Juan Pablo II.

## Promesas de Jesús

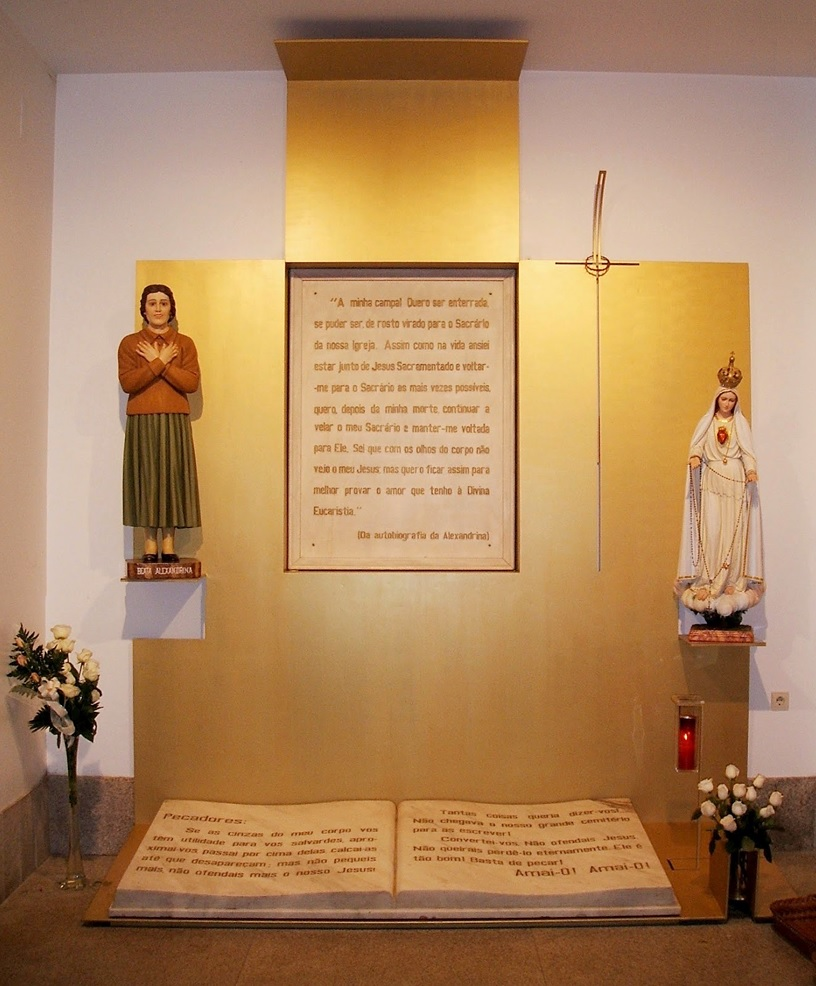
Tumba de la Beata Alexandrina en Balazar.

En sus revelaciones particulares, Jesús hizo dos grandes promesas a la Beata Alexandrina de Balazar:

### La devoción de los seis primeros jueves a la Santísima Eucaristía
«Hija mía, mi esposa querida, haz que yo sea amado, consolado y reparado en Mi Eucaristía. Haz saber en Mi nombre que a todos cuantos hagan bien la comunión con sincera humildad, fervor y amor, durante seis primeros jueves de mes consecutivos y pasen una hora de adoración ante Mi sagrario en íntima unión conmigo, les prometo el Cielo. Di que honren, por medio de la Eucaristía, Mis Santas Llagas, honrando primero la de Mi sagrada espalda, tan poco recordada. Quien, al recuerdo de Mis Llagas, una el de los dolores de Mi Madre bendita y por ellos nos pida gracias, espirituales o corporales, tiene Mi promesa que serán concedidas, a menos que sean daño para sus almas. En el momento de la muerte traeré conmigo a Mi Santísima Madre para defenderlos.»

### Visita a la tumba de la Beata Alexandrina en la Iglesia de Balazar
«Les prometo —dice el Señor— que, después de tu muerte, todas las almas que visiten tu tumba, pecadoras o sequizas de Mí, serán salvas, a menos que permanezcan en su vida de pecado y de ofensas contra Mí, abusando de la gran gracia que les otorgo a través de ti. Para que todos los que visiten tu tumba se salven, necesitan de otras gracias, pero estas no son necesarias para aquellos que visiten tu cama pues serán concedidas directamente por tu intervención.»